# سپتامبریتسی
سپتامبریتسی (به لاتین: Septemvriytsi) یک منطقهٔ مسکونی در بلغارستان است که در شهرستان والچدرام واقع شده‌است. سپتامبریتسی ۱٬۱۶۵ نفر جمعیت دارد و ۱۰۶ متر بالاتر از سطح دریا واقع شده‌است.